# 25778 Csere
25778 Csere è un asteroide della fascia principale. Scoperto nel 2000, presenta un'orbita caratterizzata da un semiasse maggiore pari a 3,2382963 UA e da un'eccentricità di 0,1433091, inclinata di 1,66003° rispetto all'eclittica.